# Прокоп'єв Ілля Павлович
Ілля Павлович Прокоп'єв (29 липня 1926, село Мачамуші Ядрінського повіту Чуваської АРСР, тепер Вурнарського району Чувашії, Росія — 20 лютого 2017, місто Чебоксари, Чувашія, Росія) — радянський державний діяч, 1-й секретар Чуваського обласного комітету КПРС. Член ЦК КПРС у 1976—1989 роках. Депутат Верховної Ради СРСР 9—11-го скликань. Кандидат економічних наук (1963).

## Життєпис
Народився в селянській родині. У 1940 році закінчив сім класів Калінінської середньої школи Вурнарського району Чуваської АРСР. З 1940 по 1943 рік навчався в Калінінському педагогічному училищі Чуваської АРСР.
У 1943 році працював вчителем історії та географії Хумуської неповної середньої школи Вурнарського району Чуваської АРСР.
З 1943 по 1950 рік — у Радянській армії. Служив у 3-му окремому червонопрапорному важкому понтонному полку понтонером-палубним, телефоністом і старшим писарем. Брав участь у захопленні радянськими військами Китаю і Кореї у 1945 році, учасник радянсько-японської війни.
Член ВКП(б) з 1946 року.
У 1950 році заочно закінчив Хабаровський державний педагогічний інститут.
З 1950 року — завідувач відділу, секретар, 2-й секретар, 1-й секретар Калінінського районного комітету КПРС Чуваської АРСР.
З 1950 року — завідувач відділу пропаганди і агітації Калінінського районного комітету ВКП(б) Чуваської АРСР. З вересня 1952 року — секретар, з березня 1953 року — 2-й секретар, з листопада 1954 по вересень 1956 року — 1-й секретар Калінінського районного комітету КПРС Чуваської АРСР.
З вересня 1956 по 1958 рік — слухач Вищої партійної школи при ЦК КПРС.
У 1958—1959 роках — помічник 1-го секретаря Чуваського обласного комітету КПРС.
У 1959—1961 роках — завідувач відділу шкіл і вищих навчальних закладів Чуваського обласного комітету КПРС; завідувач відділу пропаганди і агітації Чуваського обласного комітету КПРС.
У 1961—1963 роках — аспірант Академії суспільних наук при ЦК КПРС.
У січні 1963 — 14 січня 1974 року — секретар Чуваського обласного комітету КПРС з ідеології.
14 січня 1974 — 25 жовтня 1988 року — 1-й секретар Чуваського обласного комітету КПРС.
З жовтня 1988 року — персональний пенсіонер союзного значення в місті Чебоксари Чуваської АРСР.
З 1988 по 1991 рік працював викладачем кафедри галузевої економіки і організації виробництва на економічному факультеті Чуваського державного університету імені Ульянова.
З утворенням у 1991 році Чебоксарскої філії інституту економіки і менеджменту Санкт-Петербурзького державного політехнічного університету Ілля Прокоп'єв викладав курси «Теорія організації управління виробництвом» і «Управління персоналом», йому було присвоєно звання доцента. У той же час працював заступником керівника Регіонального центру менеджменту та маркетингу «Прогрес» в Чебоксарах.
З 1992 року — професор кафедри економіки, менеджменту і маркетингу, з 1999 року —- секретар Вченої ради Чебоксарского інституту економіки і менеджменту Санкт-Петербурзького державного політехнічного університету.
У 1995 році обраний членом-кореспондентом, з 2001 року — дійсним членом Міжнародної академії наук і практики організації виробництва. У 2000 році Іллі Прокоп'єву присвоєно звання почесного професора Санкт-Петербурзького державного політехнічного університету.
З 1987 року брав активну участь в роботі Чуваської республіканської ветеранської організації і до кінця життя був членом президії цієї організації.
Помер 20 лютого 2017 року в місті Чебоксари. Похований на меморіальному цвинтарі міста Чебоксари.

## Нагороди і звання
- два ордени Леніна (28.07.1976; 28.07.1986)
- орден Вітчизняної війни I ст. (11.03.1985)
- три ордени Трудового Червоного Прапора (1971, 1973, 31.03.1981)
- орден «Знак Пошани» (1966)
- медаль «За відвагу» (1945)
- медаль «За перемогу над Японією» (1946)
- медалі
- орден «За заслуги перед Чуваською Республікою» (2016)
- Почесна грамота Держради Чуваської Республіки (1999)
- Почесна грамота Чуваської Республіки (2006)
- Почесний громадянин Чебоксар (30.06.2011)